# Jatnik
Jatnik – jezioro w Polsce, położone w województwie lubuskim, w powiecie zielonogórskim, w gminie Czerwieńsk.

## Położenie i opis
Jatnik położony jest północno-zachodniej części powiatu zielonogórskiego, w mezoregionie Dolina Środkowej Odry. Nieco na południe od zbiornika znajduje się dużo większe jezioro Jelito. Zbiornik w całości otoczony jest lasami należącymi do Gryżyńskiego Parku Krajobrazowego. W pobliżu jeziora w podobnej odległości znajdują się dwie miejscowości: na zachód Grabin oraz na wschód Sycowice.
Według Mapy Podziału Hydrograficznego Polski jezioro leży na terenie zlewni piątego poziomu Gryżynka do Kozłowca (l). Identyfikator MPHP to 15921.

## Hydronimia
W 1896 roku jezioro nazywane było Joting See. 17 września 1949 roku wprowadzono nazwę Jatnik. Obecnie państwowy rejestr nazw geograficznych jako nazwę urzędową jeziora podaje Jatnik, nie wymieniając nazw obocznych. W dokumentacji PZW jezioro jest dodatkowo określane jako Spalone oraz Jating.

## Morfometria
Według danych Instytutu Meteorologii i Gospodarki Wodnej powierzchnia zwierciadła wody jeziora wynosi 9,8 ha. Średnia głębokość zbiornika wodnego to 4,7 m, a maksymalna – 10,7 m. Lustro wody znajduje się na wysokości 44,8 m n.p.m. Objętość jeziora wynosi 460,6 tys. m³. Natomiast A. Choiński określił poprzez planimetrowanie na mapach 1:50 000 wielkość jeziora na 11 ha. Maksymalna długość jeziora to 600 m, a szerokość 300 m. Długość linii brzegowej wynosi 1600 m.

## Zagospodarowanie
Administratorem wód jeziora jest Regionalny Zarząd Gospodarki Wodnej we Wrocławiu (Zarząd Zlewni Zielona Góra, Nadzór Wodny Sulechów). Gospodarkę rybacką na jeziorze prowadzi Polski Związek Wędkarski Okręg w Zielonej Górze. Ze względu na typologię rybacką jest to zbiornik na pograniczu typu leszczowego i typu linowo-szczupakowego.

## Ochrona środowiska
Jezioro znajduje się na terenie Gryżyńskiego Parku Krajobrazowego oraz w granicach obszaru specjalnej ochrony siedlisk Natura 2000 Rynna Gryżyny PLH080067.